# Snertinge
Snertinge is een plaats in de Deense regio Seeland, gemeente Kalundborg, en telt 953 inwoners (2008).